# Carmarthenshire
Carmarthenshire (kymriska: Sir Gaerfyrddin) är ett grevskap och kommun (principal area) i Wales. Huvudort är Carmarthen. 
Per 30 juni 2022 hade Carmarthenshire 189 117 invånare.

## Större orter i Carmarthenshire
- Ammanford
- Burry Port
- Carmarthen (administrativ huvudort)
- Kidwelly
- Llandeilo
- Llandovery
- Llanelli (största ort)
- St Clears
- Whitland

## Communities
Carmarthenshire är indelat i 72 communities.
| Lista med alla communities |
| --- |
| - Abergwili - Abernant - Ammanford - Betws - Bronwydd - Carmarthen - Cenarth - Cilycwm - Cilymaenllwyd - Cwmamman - Cyngor Bro Dyffryn Cennen - Cynwyl Elfed - Cynwyl Gaeo - Eglwyscummin - Gorslas - Henllanfallteg - Kidwelly - Laugharne Township - Llanarthney - Llanboidy - Llanddarog - Llanddeusant - Llanddowror - Llandeilo - Llandovery - Llandybie - Llandyfaelog - Llanedi - Llanegwad - Llanelli - Llanelli Rural - Llanfair-ar-y-bryn - Llanfihangel Aberbythych - Llanfihangel Rhos-y-Corn - Llanfihangel-ar-Arth - Llanfynydd - Llangadog - Llangain - Llangathen - Llangeler - Llangennech - Llangunnor - Llangyndeyrn - Llangynin - Llangynog - Llanllawddog - Llanllwni - Llannon - Llanpumsaint - Llansadwrn - Llansawel - Llansteffan - Llanwinio - Llanwrda - Llanybydder - Llanycrwys - Manordeilo and Salem - Meidrim - Myddfai - Newcastle Emlyn - Newchurch and Merthyr - Pembrey and Burry Port Town - Pencarreg - Pendine - Pontyberem - Quarter Bach - St Clears - St. Ishmael - Talley - Trelech - Trimsaran - Whitland |